# السبری (میزوری)
السبری (به انگلیسی: Elsberry) یک شهر در ایالات متحده آمریکا است که در شهرستان لینکلن، میزوری واقع شده‌است. السبری ۴٫۲۲ کیلومتر مربع مساحت و ۱٬۹۳۴ نفر جمعیت دارد و ۱۳۸ متر بالاتر از سطح دریا قرار دارد.